# Joseph Cytronowski
Joseph Ignatz Friedrich Cytronowski (* 23. Februar 1839 in Georgenberg; † 21. Januar 1908 in Schmitsch) war katholischer Geistlicher und Mitglied des Deutschen Reichstags.

## Leben
Cytronowski besuchte Bildungsstätten in Gleiwitz und Breslau. Er war Kaplan in Groß Zyglin für vier Monate, 18 Jahre Oberkaplan in Oppeln und 18 Jahre Lehrer am dortigen Gymnasium. Später war er Pfarrer in Schmitsch. Er veröffentlichte zu religiösen und anderen Themen.
Ab Juni 1893 war er Mitglied des Deutschen Reichstags für den Wahlkreis Regierungsbezirk Oppeln 10 Neustadt O.S. und die Deutsche Zentrumspartei. Am 17. November 1893 legte er sein Mandat nieder.